# Kościół św. Jana Jerozolimskiego za murami w Poznaniu

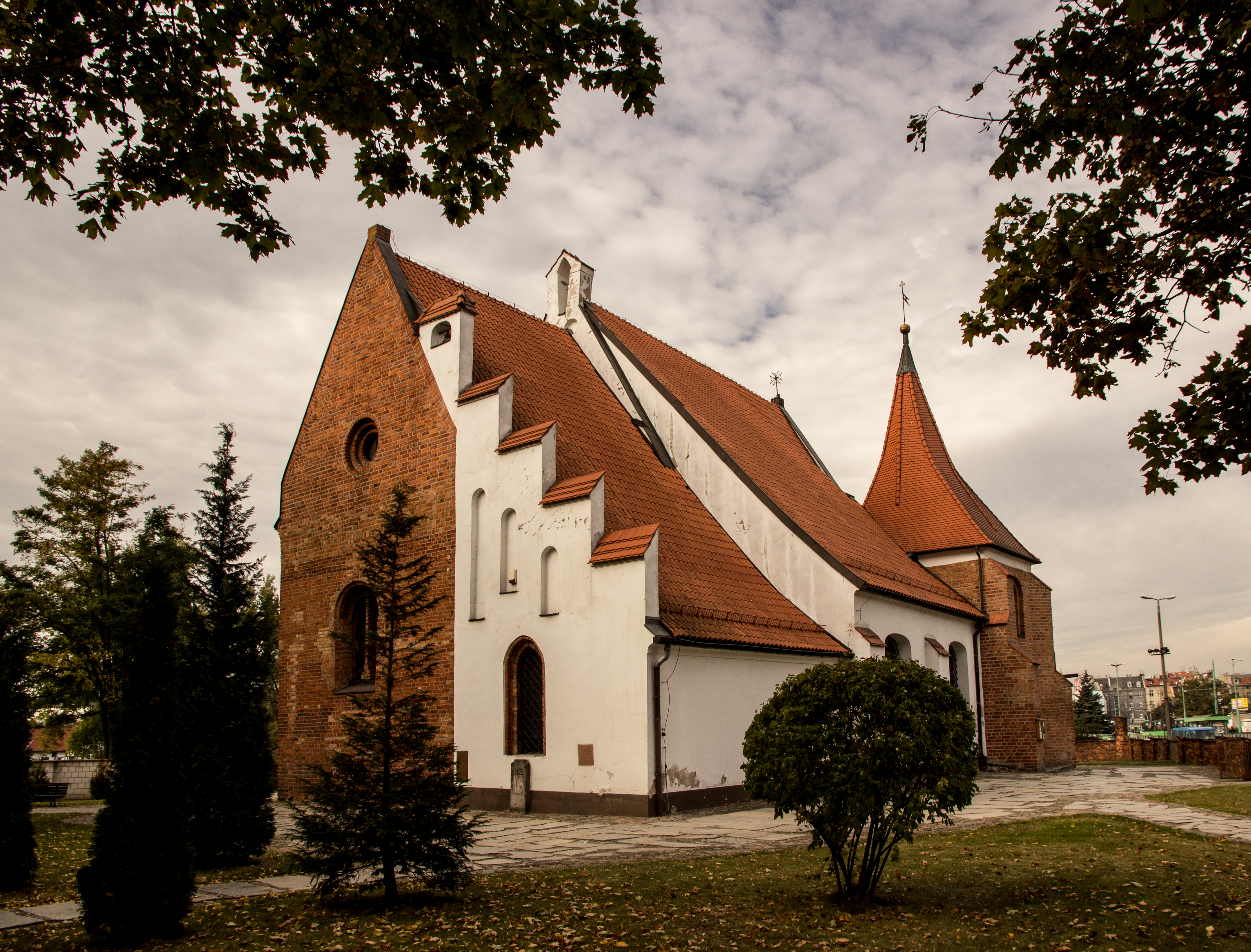
Widok od wschodu

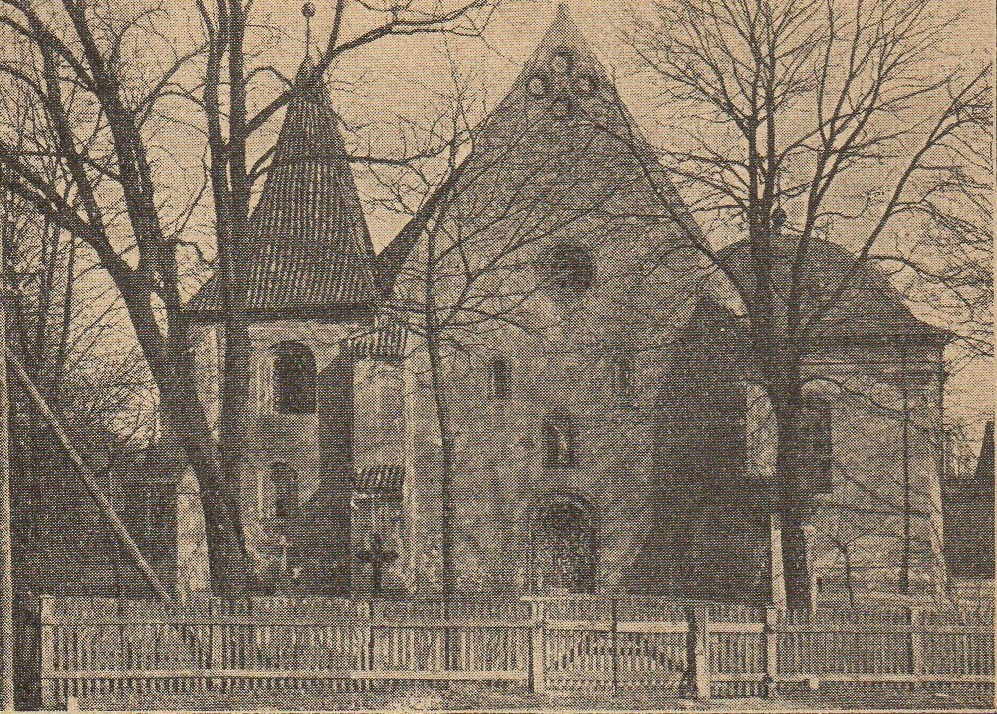
Wygląd kościoła przed 1929, z parkanem drewnianym

Kościół pw. św. Jana Jerozolimskiego za murami – późnoromański, zabytkowy kościół na poznańskiej Komandorii w pobliżu Ronda Śródka, do 1832 znajdujący się pod opieką kawalerów maltańskich, a obecnie pełniący funkcję kościoła parafialnego. W 2017 wielkopostny kościół stacyjny.

## Historia
Około 2,5 tysiąca lat temu istniało w miejscu obecnej świątyni ciałopalne cmentarzysko przedchrześcijańskie, natomiast w rejonie obecnej plebanii chowano zmarłych w grobach ziemnych około 1700 lat temu (był to również cmentarz pogański).
Pierwszy kościół w tym miejscu został wzniesiony pod koniec XI wieku pod wezwaniem Michała Archanioła niedaleko rozwidlenia dróg prowadzących do Giecza i Śremu. Jan Długosz w swoich Rocznikach podaje, że dokładnie 6 maja 1170 roku książę Mieszko III Stary i bp Radwan założyli przy kościele św. Michała hospicjum (przytułek) dla wędrowców i pątników. W 1187 roku kościół i hospicjum Mieszko przekazał zakonowi joannitów, którzy zajmowali się pomocą podróżnym. Na przełomie XII i XIII wieku zakon rozpoczął budowę nowego kościoła, który po licznych przebudowach przetrwał do dziś. Jest to jeden z pierwszych kościołów w Polsce, do którego budowy użyto cegły. Joannici przed 1288 rokiem zmienili patrona kościoła na św. Jana Jerozolimskiego (Jana Chrzciciela). Jednak jeszcze przez jakiś czas (co najmniej do roku 1360) równolegle używano starego wezwania. Określenie „za murami” odnosi się do położenia poza obrębem średniowiecznych fortyfikacji miejskich. Z zakonem związane są nazwy dzielnic Poznania – Komandoria (były teren przekazanej zakonowi osady) i Malta (teren ziem nadanych joannitom jako uposażenie na utrzymanie hospicjum). Komandoria to okręg administracyjny zakonu, zaś nazwa Malta nawiązuje do tego, że w swej burzliwej historii, od XVI wieku zakon znalazł sobie siedzibę na Malcie i często jest nazywany Zakonem Maltańskim. Poznańska komandoria miała najdłuższą w Polsce historię i przetrwała do 1832 roku.
Pod koniec XV wieku kościół zostaje uszkodzony przez pożar. Podczas remontu nadano świątyni charakter gotycki, a około 1512 za komandora Stanisława Dłuskiego dobudowano od północy nawę boczną, dodano wieżę, a drewniany strop zastąpiono sklepieniem. Kolejny remont w latach 1719–1740 trwał z inicjatywy komandora i generała Wojska Polskiego Michała Dąbrowskiego, który w 1736 wzniósł od południa barokową kaplicę grobową pw. Krzyża Świętego. W 1832 rząd pruski dokonał kasaty zakonu, a kościół przekazano diecezji która utworzyła tu parafię (według innych źródeł parafia istniała tu już od połowy XIII wieku).
W latach międzywojennych kościół był w bardzo złym stanie technicznym, w związku z czym w 1926 rozpoczęto jego remont pod kierunkiem Stefana Cybichowskiego, m.in. zmieniono pokrycie dachu i zabezpieczono zawilgotniałe mury. Otynkowano też zewnętrzne ściany, z wyjątkiem fasady, która zachowała charakter średniowieczny. Sklepienie beczkowe (XVI wiek) zastąpiono krzyżowym. Całość prac znalazła bardzo korzystną recenzję na łamach czasopisma „Sztuki Piękne”.
Podczas II wojny światowej kościół zamieniony był na magazyn i warsztaty krawieckie. Został uszkodzony podczas walk w 1945. Odbudowany w 1948 z inicjatywy ks. Władysława Koperskiego. Podczas renowacji starano się przywrócić pierwotny, romański charakter budowli. W 1992 na teren parafii powrócili joannici (proboszcz jest kapelanem magistralnym zakonu), którzy otworzyli tu przychodnię onkologiczną. W latach 2017–2018 obiekt przeszedł generalny remont, podczas którego m.in. odrestaurowano organy przedsiębiorstwa Müller i Ackerman z Wrocławia (jedyne w Polsce tej firmy zachowane w pierwotnym kształcie muzycznym i technicznym, a zbudowano ich na ziemiach polskich sześćdziesiąt), odkryto fragmenty muru z okresu przedchrześcijańskiego, pierwotne barwy łuku tęczowego, a także miejsce pochówku ostatnich komandorów maltańskich pod kaplicą Świętego Krzyża i butelkę z kartką pozostawioną przez robotników remontujących obiekt w 1948. Jedna ze znalezionych trumien, zachowana w dobrym stanie, kryje w sobie najprawdopodobniej szczątki ostatniego komandora maltańskiego, Andrzeja Marcina Miaskowskiego.

## Architektura
Dwunawowy, kryty spadzistym dachem. Ściany podpierają masywne skarpy. Wieża niewiele wyższa od nawy kryta jest niesymetrycznym dachem, od wschodu do świątyni przylega barokowa kaplica Świętego Krzyża przykryta kopułą z latarnią.
Najstarsze – romańskie mury wykonane w wątku wendyjskim. W romańskim portalu znajdującym się od zachodu prawa kolumna to rekonstrukcja, zaś lewa pochodzi z XI wieku. Ustawiona jest bazą ku górze a głowicą ku dołowi – zatem „stoi do góry nogami”. Nad portalem figura Jana Chrzciciela. W tej samej ścianie znajduje się romańskie okno w formie rozety. Oryginalne, romańskie okno widoczne również na wschodniej ścianie prezbiterium (uwidoczniło się po wyburzeniu drugiej, niezabytkowej zakrystii). Szczyt kościoła zdobi krzyż maltański.
W ścianie zabytkowej zakrystii znajdują się tablice epitafijne ks. Jana Łopuszańskiego (zm. 1831), a powyżej Ksawerego Sielawskiego (zm. 1841).
W obrębie murów otaczających kościół pozostałość po cmentarzu przykościelnym – mogiła proboszcza, ks. Wawrzyńca Koteckiego (zm. 1918).

## Wnętrze i wyposażenie
Obie nawy są przykryte późnogotyckim sklepieniem gwiaździstym, w prezbiterium późnoromańskie sklepienie krzyżowe. Pokrywają je freski z 1949 wykonane przez Stanisława Teisseyre’a. W prezbiterium ukazują czterech ewangelistów i aniołów. Na ścianie tęczowej Chrystus w mandorli otoczony polskimi świętymi. Na południowej ścianie między chórem a wejściem do kaplicy Chrystus Zmartwychwstały i uczniowie w drodze do Emaus.
W prezbiterium późnogotycki tryptyk pochodzący z lokalnego warsztatu, wykonany około 1520, a gruntownie odrestaurowany po uszkodzeniach z czasów ostatniej wojny. Jego fundatorem był najprawdopodobniej komandor Stanisław Dłuski. Przedstawia on Sacra Conversazione pomiędzy Maryją Panną a Janem Chrzcicielem i św. Stanisława biskupa. Po zamknięciu skrzydeł widoczne męczeństwo św. Stanisława, wskrzeszenie Piotrowina oraz ścięcie Jana Chrzciciela i św. Jana Ewangelistę na Patmos.
Kolejny ołtarz znajduje się w nawie bocznej. Jego centrum zajmuje wielokrotnie przemalowywany obraz opłakiwania Chrystusa.
W Kaplicy Świętego Krzyża znajduje się barokowy ołtarz z 1737 roku. W jego centrum krucyfiks z połowy XVII wieku znajdujący się niegdyś przy drodze na Śródkę, a uważany za cudowny. Zazwyczaj zasłania go obraz Serca Jezusowego. Po bokach znajdują się figury Jana Chrzciciela i św. Stanisława biskupa. Nad obrazem Duch Święty i Oko Opatrzności, a w zwieńczeniu Archanioł Michał. Pod kaplicą krypta w której spoczywają komandorzy: Michał Stanisław Dąbrowski (zm. 1740) i Andrzej Marcin Miaskowski (zm. 1832). Ksiądz proboszcz Wawrzyniec Kotecki, który był uczestnikiem prac konserwatorskich w początku XX wieku opublikował artykuł o znalezionych w podziemiach grobowcach, które kryły szczątki nie tylko Dąbrowskiego i Miaskowskiego, ale też komandora Bartłomieja I. Steckiego (od 1741 do 1780) oraz proboszczów Ignacego Migdalskiego (od 1862 do 1872) i Jana Pawłowskiego (od 1829 do 1841).
Wyposażenie świątyni uzupełniają stojąca w nawie bocznej, wykonana z piaskowca w 1522 roku chrzcielnica, którą zdobi ornament maswerkowy, obraz przedstawiający Chrzest w Jordanie z 1615 roku.
Zachodni koniec nawy głównej zamyka chór z XIX wieku, a na nim neogotycki prospekt organowy z 1948 roku. Witraże w oknie prezbiterium i oknach nawy bocznej wykonał według własnego projektu Stanisław Powalisz. Fragmenty płyt posadzkowych z kościoła umieszczone są w Lapidarium UAM.

## Otoczenie

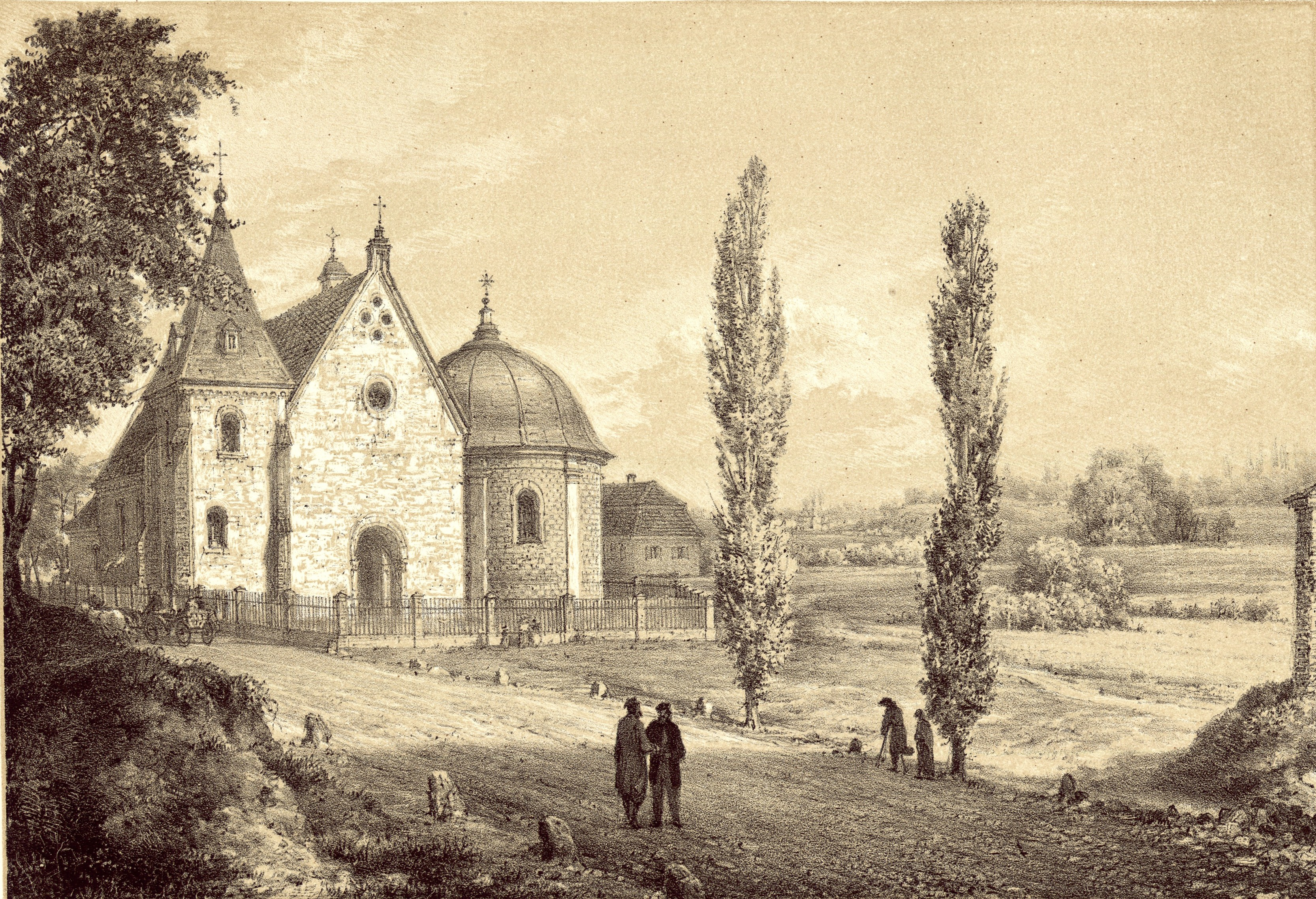
Kościół na litografii Napoleona Ordy (1880)

Kościół otoczony był drewnianym parkanem do lat 30. XX wieku. Tuż przed wybuchem II wojny światowej wybudowano mur ceglany, który został ostrzelany i podziurawiony w czasie działań wojennych. Po zakończeniu wojny został uzupełniony. Jego wysokość, z uwagi na nierówności terenowe, wynosi od 1,2 do 1,5 metra, a szerokość od jednej do półtorej cegły. Cegły te są zróżnicowane historycznie: pruskie, polskie (ze stemplami cegielnianymi) i różnorodne rozbiórkowe.

## Złotnictwo
Obecnie w skarbcu znajdują się trzy monstrancje, cztery kielichy, dwie puszki, krzyż relikwiarzowy i dwa kandelabry.
Późnogotycka wieżyczkowa monstrancja pochodzi z ok. 1500 roku. Uchodzi ona za należącą od dawna do kościoła na Komandorii, ale bezsprzecznie jej przynależność stwierdzić można w roku 1889. Pierwszy spis z roku 1611 nie jest jednoznaczny. Z ośmiolistnej stopy wychodzi zdobiony maswerkowo trzon zwieńczony ażurową koroną. W między wieżyczki wplecione są postacie świętych Piotra i Pawła oraz aniołów natomiast nad miejscem na hostię znajduje się postać Chrystusa Boleściwego.
Druga monstrancja prawdopodobnie została ufundowana na początku XIX wieku przez ks. Florkowskiego w miejsce ukradzionej monstrancji komandora Dąbrowskiego. Charakteryzuje się ona wysoką poprzeczną stopą, owaoidalnym nodusem oraz promienistą glorią ozdobioną srebrzonym wieńcem z postacią Boga Ojca. Trzecia monstrancja powstał z połączenia różnych elementów z wieku XVIII i XX. Promienista gloria ma nad reservaculum postać Boga Ojca, całość zwieńczona jest krzyżem z pasyjką. Do XVIII-wiecznych elementów dodano dość niefortunnie owalny, srebrny nimb.
Spośród czterech kielichów najważniejszy jest ten najstarszy z roku 1518. Charakteryzuje się sześciodzielną stopą na uskokowym cokoliku. Sześcioboczny trzon zdobią maswerki z kolumienkami, a
pośrodku spłaszczony nodus z ażurowymi maswerkami. Pozostałe kielichy datowane są na, odpowiednio, drugą ćwierć XVII wieku, rok 1670 oraz pierwszą ćwierć XX wieku.
Starsza puszka pochodzi z pierwszej tercji XVII wieku i została przyjęta od kościoła w Paradyżu. Natomiast druga, kameryzowana puszka pochodzi z roku 1905.